# Rebel·lió de Saga
La rebel·lió Saga (佐賀の乱, Saga no ran) de 1874 va ser un d'alguns aixecaments a Kyūshū en contra del nou Govern Meiji del Japó per part d'alguns membres de la classe samurai. La revolta va ser comandada per Eto Shimpei i Shima Yoshitake en el seu domini natal de la província de Hizen.

## Conseqüència
Tot i que l'aixecament armat de Saga va ser suprimit per la força, els problemes que van originar aquest moviment no van ser solucionats. Kyūshū va continuar sent agitat per diferents sectors que s'oposaven a les mesures del nou govern en la dècada del 1870, que va culminar amb la rebel·lió de Satsuma.